# Great Wall Airlines
Great Wall Airlines era una compagnia aerea cargo cinese con base a Shanghai. Operava voli cargo in Europa, Stati Uniti d'America e Asia. La sua base era l'Aeroporto di Shanghai-Pudong. Nel 2011 è stata rilevata da China Cargo Airlines.

## Storia
La compagnia è stata fondata nel 2006 e ha iniziato a operare sulla rotta Amsterdam-Shanghai fino all'ampliamento della compagnia che era controllata da: China Eastern Air Holding Company (51%), Singapore Airlines (25%), Dahlia Investments (24%).

## Flotta
Al 27 dicembre 2010 la flotta di Great Wall Airlines era così composta:
| Tipo       | Versione | In servizio | Ordinati |
| ---------- | -------- | ----------- | -------- |
| Boeing 747 | -412F    | 2           | -        |
| Boeing 747 | -400BCF  | 1           | -        |